# Heintzman
Heintzman (ou Heintzman & Co puis Heintzman Ltd puis Sklar Manufacturing Limited) est une entreprise canadienne active dans la facture instrumentale de piano. Fondée à Toronto en 1866 par Theodor August Heintzman, l'entreprise est un acteur réputé sur le marché des pianos au Canada. Relocalisée à Hanover en 1978 sous le nom Heintzman Ltd, l'entreprise cesse définitivement ses activités en 1986.

## Histoire
Installé à Toronto à partir de l'année 1860, Theodor August Heintzman, un émigré allemand facteur de pianos employé chez un facteur torontois, commence à fabriquer des pianos à son domicile. Avec l'appui financier de son gendre, un marchand de tabac, Theodor Heintzman fonde l'entreprise Heintzman & Co en 1866,.
À la mort de Theodor Heintzman, ses fils reprennent l'affaire familiale.
En 1904, l'entreprise élabore une nouvelle stratégie pour son développement commercial. Elle commence la fabrication de pianos à queue. Par ailleurs, elle décide d'offrir des pianos de concert aux grandes salles canadiennes de concert et de music-hall afin de faire connaître le nom de la marque. 
Au cours des années 1920, la fabrication des pianos mécaniques cesse. 
Durant toute la première moitié du 20e siècle, l'entreprise se développe et rencontre un succès commercial. Toutefois, la production reste toujours limité, en accord avec la stratégie des gérants de privilégier la qualité sur la quantité. 
En 1927, l'entreprise acquiert les entreprises de facture de piano et magasins de musique Gerhard Heintzman Piano Company et surtout Nordheimer,. 
Les bouleversements économiques et géopolitiques des années 1930 et 1940 vont fortement impacter Heintzman & Co sans toutefois faire péricliter l'activité. Dans un premier temps, l'entreprise survit à la Grande Dépression en réorientant ses activités davantage sur le commerce de détail, notamment la vente d'articles de musique comme les partitions ou les phonographes. Puis, durant la Seconde guerre mondiale, l'entreprise obtient des contrats gouvernementaux pour la fourniture de matériels militaires, spécialement des optiques. 
Après la guerre, l'entreprise passe sous la direction d'une personne n'appartenant pas à la famille Heintzman. Les activités sont recentrées sur la fabrication de pianos pendant que le secteur du commerce de détail est progressivement cédé. L'entreprise renoue avec un certain succès et augmente le nombre de ses points de vente nationaux pendant cette période,. 
En 1962, l'entreprise investit dans une nouvelle usine à Hanover. La production des pianos droits quitte Toronto pour la nouvelle manufacture tandis que les pianos à queue restent fabriqués dans la capitale ontarienne. 
Subissant la concurrence américaine et asiatique, Heintzman & Co entame son déclin à partir des années 1970. Les ventes diminuent régulièrement et les choix stratégiques pris, notamment une fusion, ne s'avèrent pas pertinents pour redresser les affaires. En 1978 l'intégralité des activités sont relocalisées à Hanover. 
Durant les années 1980, la firme opte pour des choix novateurs afin de redynamiser ses ventes. Les gammes sont retravaillées, notamment la caisse des instruments qui est améliorée, et redessinées. Toutefois, malgré une brève amélioration commerciale, l'entreprise cesse définitivement ses activités en 1986. 
Les actifs de l'entreprise sont vendus à la firme canadienne The Music Stand. Le nouveau propriétaire fait fabriquer des instruments sous le nom Heintzman par des sous-traitants aux États-Unis. 

## «Légendes» associées à l'entreprise et son fondateur
Certains écrits indiquent que Theodor Heintzman et Henry Steinway auraient travaillé dans la même usine de fabrication de pianos en Allemagne. Les experts précisent toutefois qu'aucun document n'atteste cette information. En revanche, il est établi que les deux hommes émigrent depuis l'Allemagne vers New York en 1850.
L'année 1860 est parfois affirmée comme étant celle de la fondation de Heintzman & Co. Toutefois, les recherches ont montré que l'enregistrement de l'entreprise est fait en 1866. De plus, Theodor Heintzman apparaît dans les registres municipaux en tant qu'employé du facteur torontois Thomas Piano Co. pour la période 1862-1865. Les spécialistes estiment donc probable que 1860 soit l'année où Theodor Heintzman a débuté la fabrication d'instruments pour son propre compte et à son domicile.
La « légende » de la création de l'entreprise stipule que Theodor Heintzman aurait fabriqué son premier piano dans sa cuisine. Puis, il aurait progressivement développé son activité entrepreneuriale avec les bénéfices de cette première vente et des suivantes.

## Facture instrumentale

### Innovations
Sous l'impulsion de Theodor Heintzman, l'entreprise Heintzman & Co a proposé plusieurs innovations techniques, en particulier sur les pianos droits. Les facteurs ont notamment perfectionné le mécanisme des agrafes ainsi que les éléments de la ceinture de ces pianos.

### Gammes standards
Parmi les pianos droits produits par Heintzman & Co, il existe un modèle de piano « à transposition » : un mécanisme est ajouté au clavier afin de pouvoir déplacer aisément la tonalité de l'instrument ainsi transposer les partitions.
À partir de 1904, l'entreprise ajoute à sa gamme la fabrication de pianos à queue. Les pianos produits seront de type : des pianos à queue standard et des pianos de concert,.

### Instruments d'exception
Outre sa production standard, Heintzman s'est également illustré par la fabrication de pianos particuliers. Le « Crystal piano » est par exemple un instrument dont la majeure partie des pièces sont réalisées en cristal,.

### Piano mécanique
Jusque dans les années 1920, Heintzman & Co fabrique des pianos mécaniques.

### Production
Durant les années 1910 et 1920, la production annuelle de pianos par l'entreprise ne dépasse pas les 3 000 unités,.

## Demande et vente
Des artistes célèbres de la première moitié du 20e siècle possédaient ou utilisaient des pianos Heintzman, à l'image d'Enrico Caruso ou de Nellie Melba.